# Tian mi mi (filme)
Tian mi mi (chinês tradicional: 甜蜜蜜, pinyin: tián mì mì) é um filme de Hong Kong de 1996 estrelado por Maggie Cheung, Leon Lai, Eric Tsang, e Cristina Yang. Ele foi dirigido por Peter Chan. O título refere-se à "Tian Mi Mi", uma música de Teresa Teng, cujas músicas são apresentados no filme. Ele foi filmado em em Hong Kong e Nova Iorque.

## Enredo
O filme, centra-se em dois cidadãos da china continental que migram para Hong Kong para ganhar a vida, mas acabam se apaixonando. Leon Lai interpreta um ingênuo Nortista, Li Xiao-Jun (chinês tradicional: 黎小軍, chinês simplificado: 黎小军), e Maggie Cheung desempenha uma oportunista/empresária, Li Qiao (chinês tradicional: 李 翹, chinês simplificado: 李 翘), que tira partido de marilandense como ela mesma para ganhos financeiros. A solidão de viver na cidade grande, inevitavelmente, leva os dois para um apaixonado caso de amor. Mas as suas ambições diferentes (Li Xiao-Jun quer trazer sua noiva para Hong Kong; Li Qiao quer ficar rica) significa que eles são incapazes de estar juntos. Eventualmente, Li Xiao-Jun se casa com sua noiva, Fang Xiaoting (方小婷) (Yang) em Hong Kong e Li Qiao está em uma relação com um chefe da máfia chamado Ouyang Pao (chinês tradicional: 歐陽豹, chinês simplificado: 欧阳豹, pinyin: Ōuyáng Bào) (Tsang). Li Qiao também torna-se uma empresária de sucesso, consegue o seu sonho de Hong Kong. Apesar de aparentemente separado, no entanto, eles ainda estão apaixonados, e eles tem um final de relacionamento, usado para compartilhar antes de eles serem separados novamente.
O fardo da culpa, e o seu amor para Li Qiao, Xiao-Jun confessa à esposa que ele não foi fiel. Ele, então, deixa Hong Kong, e torna-se um cozinheiro nos Estados Unidos. Pao, perseguido pela polícia de Hong Kong, escapa com Li Qiao para os EUA como imigrantes ilegais. Depois de quase 10 anos, Xiao-Jun e Li Qiao se reúnem  novamente como solitário imigrantes nos estados unidos (após o último receber o seu green card). Até então, os dois já deixaram seus parceiros anteriores - Xiao-Jun, deixou sua esposa, e Pao é morto em um assalto nos EUA. O filme termina com Xiao-Jun e Li Qiao fatalmente se encontrando, na frente de uma loja eletrônica que tem um ecrã de Televisão a reprodução de um vídeo musical de Teresa Teng, após a notícia da morte da cantora .

## Produção
O título chinês do filme, "Tian Mi Mi', vem de uma música de mesmo nome por Teresa Teng, que é famosa tanto no interior da China e entre os Chineses no exterior. O filme mostra o amor da famosa cantor,a que morreu um ano antes do lançamento do filme; o filme é considerado um poema de amor, em memória de Teresa Teng. Sua música também é destaque em todo o filme, e Teresa Teng em si é uma importante sub-parcela para o filme. Leon Lai canta a canção título para os créditos finais. Em uma participação especial de desempenho, de Christopher Doyle, o internacionalmente conhecido, cineasta famoso por sua colaboração com Wong Kar-wai, desempenha um professor de inglês.

## Lançamento
Comrades: Almost a Love Story foi lançado em Hong Kong, em 2 de novembro de 1996. O filme arrecadou um total de HK$15,557,580 em sua primeira exibição  teatral em Hong Kong.
O foi exibido nos cinemas pela primeira vez em quase uma década, no Hong Kong International Film Festival , em 2012, com um novo 35 mm de impressão supervisionado pelo diretor Peter Chan. O filme foi exibido no 70º Festival Internacional de Cinema de Veneza em 2013.
Inicialmente, o Continente do governo Chinês impôs restrições sobre o filme, mas elas foram suspensas em 2015. Como parte do lançamento no Continente Chinês Lu Han gravou uma nova versão de "Tian Mi Mi." Hua Hsu do The New Yorker afirma que as razões pelas quais o filme foi restrito foi por "expressões em pequenas diferenças de fala e de hábito" e que "Mesmo o mais ideológico visualizador, seria difícil interpretá-la como uma forma agressiva de filme político."

## Recepção
O filme foi muito bem recebido em Hong Kong e Taiwan, vencendo o melhor filme, diretor e atriz no Hong Kong Film Awards, entre outras vitórias. Maggie Cheung também ganhou grande aclamação por sua interpretação. O filme foi eleito o #11 dos Maiores Filmes Chineses de todos os tempos pelos Chinese Movie Database e #28 dos 100 Maiores Filmes Chineses pelo Hong Kong Film Awards. Ele também está listado entre os 100 Maiores Filmes Chineses do Século 20 pela Asia Weekly Magazine.
Em 2011, o Taipei Golden Horse Film Festival listou o filme, no número 16 em sua lista de "100 Maiores Filmes do Idioma Chinês". A maioria dos eleitores que se originou a partir de Taiwan, e incluiu filme estudiosos, festival de programadores, diretores de cinema, atores e produtores.

## Prêmios e indicações

### Prémios
16th Hong Kong Film Awards
- Melhor Filme
- Melhor Diretor - Peter Chan Ho-Sol
- Melhor Atriz Maggie Cheung Man-Yuk
- Melhor Ator Coadjuvante - Eric Tsang Chi-Wai
- Melhor Roteiro - Ivy Ho
- Melhor Fotografia - Jingle Ma Chor-Cantar
- Melhor Direção De Arte - Hai Chung-Homem
- Melhor Figurino - Ng Lei-Lo
- Melhor Trilha Sonora Original - Chiu Tsang-Hei

Indicações
- Melhor Ator - Leon Lai
- Melhor Novato - Cristina Yang

Golden Horse Film Awards
- Melhor Filme
- Melhor Atriz